# 吹田市役所

市章

吹田市役所（すいたしやくしょ）は、日本の地方公共団体である吹田市の執行機関としての事務を行う施設（役所）である。

## 市役所庁舎
- 低層棟
  - 竣工：1964年3月
  - 構造：地上3階建て
- 中層棟
  - 竣工：1988年4月
  - 構造：地下1階、地上5階建て
- 高層棟
  - 竣工：1972年12月
  - 構造：地上9階建て
- 仮設棟
  - 竣工：1999年9月

## 所在地・アクセス
市役所本庁舎
- 〒564-8550 大阪府吹田市泉町1丁目3番40号
  - 阪急京都本線 吹田駅下車すぐ。阪急吹田駅は、吹田市役所前の副駅名を持つ駅である。
  - JR京都線 吹田駅下車徒歩約12分

山田出張所
- 〒565-0824　吹田市山田西2丁目5番1号

千里丘出張所
- 〒565-0811　吹田市千里丘上14番30号

千里出張所
- 〒565-0862　吹田市津雲台1丁目2番1号　千里ニュータウンプラザ1階

## 業務時間
- 平日（月曜日 - 金曜日） 9時00分 - 17時30分
- 休日：土曜日・日曜日、祝日、年末年始（12月29日～1月3日）